# Giuse Nguyễn Chí Linh
Giuse Nguyễn Chí Linh (sinh ngày 22 tháng 11 năm 1949) là một giám mục Công giáo Rôma người Việt Nam, ông từng đảm trách vai trò Tổng giám mục Tổng giáo phận Huế và Chủ tịch Ủy ban Mục vụ Di Dân thuộc Hội đồng Giám mục Việt Nam, nhiệm kỳ 2022–2025. Ông được điều chuyển làm Giám mục Đặc trách Kiến thiết Trung tâm Hành hương Toàn Quốc Đức Mẹ La Vang, Huế.
Ngoài các công việc mục vụ thuần túy, Giuse Nguyễn Chí Linh cũng thường xuyên cùng đồng hành với các đoàn thuộc Hội đồng Giám mục Việt Nam hỗ trợ, động viên các nạn nhân bão lũ ở nhiều địa bàn khác nhau. Trong thời kỳ cai quản giáo phận Thanh Hóa, ông triển khai các chương trình hướng đến lợi ích cộng đồng như: thành lập Hội Thầy thuốc Samaritano với mục đích hỗ trợ bệnh nhân, người khuyết tật và người nghèo khổ trong giáo phận; cấp học bổng cho học sinh khó khăn, một số phòng phát thuốc miễn phí, thành lập dự án hỗ trợ vốn cho phụ nữ nghèo khó kiếm thu nhập và một vài kế hoạch phát triển nông nghiệp như làm trạm bơm, làm đường bê tông ở các làng quê. Ông cũng thường xuyên kêu gọi mọi người hỗ trợ các nạn nhân bão lũ, những người khó khăn và đến thăm các trại phong, trại khuyết tật trên địa bàn giáo phận Thanh Hóa. Ngoài ra, Nguyễn Chí Linh cũng bày tỏ sự đồng cảm với người nhiễm HIV/AIDS và bày tỏ quan điểm về bảo vệ sự sống bào thai.
Tổng giám mục Nguyễn Chí Linh từng đảm nhận vai trò Chủ tịch Hội đồng Giám mục Việt Nam trong hai nhiệm kỳ: 2016–2019 và 2019–2022. Trước khi trở thành Tổng giám mục Huế, ông cũng từng giữ các chức vụ khác như: giám mục chính tòa, Giám quản Tông Tòa Giáo phận Thanh Hóa, Giám quản Tông Tòa Giáo phận Phát Diệm. Ngoài tiếng mẹ đẻ là tiếng Việt, ông có thể giao tiếp bằng tiếng Anh, tiếng Pháp, tiếng Latinh.
Trong Hội đồng Giám mục Việt Nam, trước khi trở thành Chủ tịch trong nhiệm kỳ 2016–2019, Nguyễn Chí Linh từng đảm trách một số vai trò như chủ tịch Ủy ban Giáo dân (2004–2007), Phó Chủ tịch Hội đồng Giám mục Việt Nam (2010–2013), Chủ tịch Ủy ban Mục vụ Di dân trực thuộc Hội đồng Giám mục (2013–2016).

## Thân thế và những năm đầu tu nghiệp
Nguyễn Chí Linh sinh ngày 22 tháng 11 năm 1949 tại giáo xứ Ba Làng, thuộc xã Hải Thanh, huyện Tĩnh Gia (nay là phường Tĩnh Gia), tỉnh Thanh Hóa, thuộc Giáo phận Thanh Hóa, nhưng theo gia đình di cư vào Nam. Ông sinh ra trong một gia đình có truyền thống Công giáo lâu đời, với song thân là ông Lôrensô Nguyễn Xuân Hòa (1906–2017) và bà Matta Nguyễn Thị Thanh, kết hôn năm 1937. Là người Công giáo, Nguyễn Chí Linh nhận thánh quan thầy là Giuse, một vị Thánh của Giáo hội Công giáo.
Theo gia đình di cư vào Nam, từ năm 1955 đến năm 1962, cậu bé Linh theo học cấp bậc tiểu học tại trường xứ Thanh Hải, Phan Thiết. Do gặp nhiều khó khăn, ông Nguyễn Xuân Hòa và gia đình quyết định đến định cư tại Cam Ranh – Khánh Hòa từ năm 1964. Sau khi tốt nghiệp tiểu học, Nguyễn Chí Linh bắt đầu con đường tu trì bằng việc theo học tại Tiểu Chủng viện Nha Trang và học tại đây cho đến năm 1967 thì tốt nghiệp. Trong vòng một năm sau đó, chủng sinh Linh theo học tại trường Thiên Hựu, Huế và tiếp tục tu học tại Chủng viện Chúa Chiên Lành, Đà Lạt cho đến năm 1970.
Từ năm 1972, gia đình Nguyễn Chí Linh tiếp tục di cư đến sống tại Phan Rang – Ninh Thuận và sau năm 1975 lại trở về địa điểm đầu tiên sau khi di cư vào Nam là Thanh Hải, Phan Thiết và ổn định cuộc sống tại đây. Riêng về con đường tu học của chủng sinh Linh, từ năm 1970, chủng sinh này theo học Giáo hoàng Học viện Thánh Piô X, Đà Lạt và học tại đây cho đến năm 1977, khi học viện này đóng cửa. Học cùng lớp Giáo hoàng Học viện này, sau này còn có ba giám mục khác là Cosma Hoàng Văn Đạt, Mátthêu Nguyễn Văn Khôi và Giuse Nguyễn Năng. Sau đó, vì hoàn cảnh không thể thụ phong linh mục, chủng sinh Nguyễn Chí Linh về sinh sống với gia đình tại giáo xứ Song Mỹ, Nha Trang cho đến năm 1992. Chủng sinh Linh làm các công việc lặt vặt và làm ruộng để nuôi sống gia đình của mình. Nguyễn Chí Linh từng phải ngồi tù nhiều lần vì việc giảng dạy giáo lý Công giáo của mình. Trong hoàn cảnh khó có khả năng được truyền chức linh mục do bị tù, Giám mục Phaolô Nguyễn Văn Hòa đã hỗ trợ chủng sinh Linh một cách kiên trì, sau đó phong chức Phó tế cho chủng sinh này.

## Linh mục
Ngày 30 tháng 12 năm 1992, Phó tế Nguyễn Chí Linh được giám mục Phaolô Nguyễn Văn Hòa, giám mục Giáo phận Nha Trang truyền chức linh mục, tại nhà thờ Phan Rang, giáo phận Nha Trang. Sau khi được truyền chức linh mục, vị linh mục trẻ được giám mục giáo phận bổ nhiệm làm linh mục phó giáo xứ Phước Thiện, giáo phận Nha Trang và đảm nhận chức vụ này đến năm 1995.
Sau khoảng thời gian ngắn là 3 năm đảm trách công việc mục vụ tại giáo xứ, trong khoảng thời gian từ năm 1995 đến năm 2003, linh mục Nguyễn Chí Linh được giáo phận cử đi du học tại Paris, Pháp. Ông tốt nghiệp với học vị Tiến sĩ Triết học. Sau khi tốt nghiệp tại ngoại quốc, ông trở về Việt Nam ngày 8 tháng 11 năm 2003 và được chọn làm Giáo sư Đại chủng viện Sao Biển, Nha Trang. Chia sẻ về vấn đề giảng tĩnh tâm cho các linh mục khi đến giảng tĩnh tâm tại Giáo phận Đà Lạt năm 2009, ông thừa nhận rằng mình không có kinh nghiệm giảng tĩnh tâm, vì thời gian đảm trách mục vụ tại các giáo xứ khá ngắn.

## Giám mục Giáo phận Thanh Hóa

### Giai đoạn 2004–2008
Ngày 12 tháng 6 năm 2004, Tòa Thánh loan báo giáo hoàng Gioan Phaolô II bổ nhiệm linh mục Giuse Nguyễn Chí Linh làm giám mục chính tòa Giáo phận Thanh Hóa. Lễ tấn phong cho vị giám mục tân cử được cử hành sau đó vào ngày 4 tháng 8 cùng năm tại nhà thờ chính tòa Thanh Hóa. Phần nghi thức truyền chức giám mục cử hành bởi chủ phong Phaolô Nguyễn Văn Hòa, giám mục chính tòa Giáo phận Nha Trang, Chủ tịch Hội đồng Giám mục Việt Nam và hai vị phụ phong là Giuse Ngô Quang Kiệt giám mục chính tòa Giáo phận Lạng Sơn và Cao Bằng kiêm Giám quản Tông tòa Tổng giáo phận Hà Nội và Phaolô Maria Cao Đình Thuyên, giám mục chính tòa Giáo phận Vinh. Nguyễn Chí Linh chọn khẩu hiệu Giám mục của mình là: "Xin cho họ nên một". Trong cùng năm, Hội đồng Giám mục Việt Nam họp, quyết định chọn tân giám mục Giuse Linh làm Chủ tịch Ủy ban Giáo dân trực thuộc Hội đồng Giám mục Việt Nam.
Nhắc nhớ về những ngày tháng đầu tiên trên cương vị giám mục, giám mục Linh tự nhận rằng mình rất lúng túng. Ông cho rằng về địa lý thì đây là quê hương ông, nhưng lại không quen biết ai và lúng túng về công việc khi đón nhận nhiệm vụ mới chưa từng có kinh nghiệm.
Giám mục Nguyễn Chí Linh giữ vai trò dẫn đầu đoàn Công giáo Việt Nam tham gia Đại hội Giới Trẻ Công giáo Thế giới lần thứ 20 tổ chức tại Đức vào tháng 8 năm 2005. Phái đoàn đến từ Việt Nam gồm 16 linh mục, 2 nữ tu, một chủng sinh và nhiều giáo dân. Đoàn giới trẻ Việt Nam dự tính tổ chức trình diễn văn hóa Tây Nguyên nhưng gặp một số khó khăn nên bị hủy. Đoàn cũng tham gia cộng tác với một số cộng đoàn Việt Nam hải ngoại. Khi được hỏi liệu sẽ được tiếp kiến Giáo hoàng Biển Đức, giám mục Linh cho rằng đã gửi lời nhờ giới chức Đức sắp xếp cuộc gặp, tuy vậy cũng không mong đợi gì nhiều vì giáo hoàng không thể đáp ứng hết các yêu cầu từ các đoàn.
Tháng 9 năm 2006, vị giám mục Thanh Hóa tham gia đại hội Giới trẻ Công giáo miền Bắc, trong phần hỏi đáp, khi được hỏi về vấn đề tự do tôn giáo ở Việt Nam, ông đưa ra nhận định rằng theo lập trường của Giáo hội Công giáo, tự do tôn giáo thuộc về bản chất của con người, từ khi sinh ra, con người đã có quyền tự do đó. Tại Việt Nam, vấn đề này khó thực hiện vì xung đột giữa giáo hội và chính quyền, ý thức hệ và những khúc mắc trong lịch sử. Được hỏi tiếp về vấn đề người Công giáo có được gia nhập Đảng Cộng sản Việt Nam, ông trả lời rằng đó là quyền của cá nhân và giáo hội mong mỗi người tự xem xét về ảnh hưởng đến đức tin khi gia nhập.
Thủ tướng Việt Nam Nguyễn Tấn Dũng có cuộc gặp Giáo hoàng Biển Đức XVI vào tháng 1 năm 2007. Nhận định về cuộc gặp này, giám mục Linh có nhận định rằng ông mong rằng đây là bước tiến triển bang giao giữa Tòa Thánh và Việt Nam. Cũng trong khoảng thời gian này, khi được phỏng vấn về tình hình tôn giáo tại Việt Nam, giám mục Linh cho rằng mình không đủ thẩm quyền để trả lời chính thức cho các lãnh đạo giáo hội Việt Nam, còn theo quan điểm của ông thì việc này cần có thời gian. Dù cả phía công giáo và nhà nước đều mong muốn thay đổi tình hình tôn giáo, nhưng việc thực hiện các chủ trương cần có thời gian đi vào thực tế.
Từ năm 2007 đến tháng 9 năm 2009, giám mục Nguyễn Chí Linh kiêm nhiệm làm Giám mục giám quản Tông Tòa Giáo phận Phát Diệm sau khi Giám mục Giuse Nguyễn Văn Yến về hưu. Nhận phỏng vấn trong dịp giáo phận Thanh Hóa kỷ niệm 75 năm thành lập, nhắc đến thông tin về những ưu tiên trong các công tác mục vụ, ông cho biết đó là vấn đề đào tạo nhân sự: linh mục, tu sĩ và giáo dân. Khó khăn của giáo phận Thanh Hóa là thiếu nhân sự và tài chính. Giám mục Linh khuyến khích hợp nhất, hỗ trợ người khó khăn như cấp học bổng cho học sinh nghèo thăm viếng người khó khăn, bệnh nhân phong và hỗ trợ dựng nhà gạch thay nhà tranh vách lá cho dân nghèo. Ngoài ra, ông còn xây dựng mô hình nhóm cộng tác đa thành phần giáo dân, không phân biệt phẩm cấp: linh mục, giám mục cùng rửa bát cùng nhau. Nói về các hoạt động ông đã triển khai hướng đến những người khó khăn, Nguyễn Chí Linh cho biết về giáo dục là cấp học bổng, về y tế là một ít phòng phát thuốc và việc trông đợi thành lập hội y bác sĩ Công giáo khám chữa bệnh, cả hai vấn đề về y tế này đều trong tinh thần miễn phí. Ngoài ra còn có dự án hỗ trợ vốn cho thành phần phụ nữ nghèo kiếm thu nhập và một vài kế hoạch phát triển nông nghiệp như làm trạm bơm, làm đường bê tông ở các làng quê. Ông cũng cho biết thêm rằng không thể triển khai thêm các hoạt động khác vì vấn đề tài chính.
Trên cương vị giám mục Thanh Hóa, ông viết một bức thư kêu gọi hỗ trợ bị ảnh hưởng bão lũ, vốn làm ảnh hưởng rất nghiêm trọng đến người dân trên địa bàn giáo phận Thanh Hóa với những ngôn từ mạnh mẽ và đầy xúc động, cũng như công bố số tài khoản đứng tên ông nhằm việc nhận hỗ trợ từ các mạnh thường quân vào tháng 10 năm 2007. Trước khi khai mạc kỳ Họp Hội đồng Giám mục trong cùng tháng, Nguyễn Chí Linh nhận trả lời phỏng vấn báo RFA xung quanh vấn đề này. Khi được hỏi về những điểm mới trong Thư chung kỳ họp Hội đồng giám mục lần này, giám mục Linh cho rằng bản thảo Thư chung phải được duyệt đi xét lại nhiều lần, nên ông trả lời với cung cách dè dặt. Bàn luận về vấn đề những việc giáo dân cần phải quan tâm để hoàn thành vai trò người giáo dân trong xã hội, ông cho rằng đó là các vấn đề bùng nổ thông tin và vấn đề di cư. Ngoài ra, tệ nạn xã hội cũng là một vấn đề đáng quan tâm. Trả lời câu hỏi về vấn đề khó khăn nhất của thanh niên thuộc giáo phận Thanh Hoá, ông cho rằng đó là vấn đề việc làm. Do thiếu việc làm hoặc thu nhập thấp, bấp bênh nên họ đa số đi về miền Nam. Một khó khăn nữa là vấn đề thiên tai xảy ra hàng năm. Giám mục Linh chia sẻ ông bất lực nhìn thanh niên giáo phận ra đi, do đó quyết định đồng hành cùng họ bằng việc tổ chức đại hội đồng hương tại phía Nam nhằm mục đích động viên, an ủi và kêu gọi giáo dân sống với tinh thần Công giáo. Về vấn đề giới tu sĩ Việt Nam có nên tham gia môi trường chính trị, Nguyễn Chí Linh cho biết đây là một vấn đề tế nhị, nếu hiểu chính trị theo kiểu tư cách công dân thì ông cho rằng giáo dân Công giáo cần có nghĩa vụ công dân với dân tộc và đất nước, còn nếu là tham gia các tổ chức xã hội chính quyền thì không nên vì gặp vấn đề tế nhị và khó xử. Cùng trong năm 2007, các giám mục Việt Nam nhất trí chọn giám mục Giuse Nguyễn Chí Linh làm Phó Chủ tịch Hội đồng Giám mục Việt Nam, ông tái đắc cử và đảm nhiệm vai trò này trong lần bầu chọn vào tháng 10 năm 2010.
Giám mục Nguyễn Chí Linh cử phái đoàn các linh mục, tu sĩ, giáo dân đến thăm và mừng Tết với Trại phong Thanh Hóa tháng 1 năm 2008. Trong chuyến thăm này, họ tặng quà và cùng sinh hoạt với các bệnh nhân phong tại đây. Giám mục Linh vì bận đột xuất nên không thể tham gia như dự kiến. Hội Thầy thuốc Samaritano được giám mục Linh cho thành lập ngày 7 tháng 5 năm 2008 với mục đích hỗ trợ bệnh nhân, người khuyết tật và người đau khổ trong giáo phận.
Ngày 9 tháng 6 năm 2008, giám mục Linh cùng một số giám mục đón đoàn Tòa Thánh đến thăm chính thức Việt Nam. Trong khuôn khổ chuyến viếng thăm, ông trả lời một số câu hỏi xung quanh sự kiện này. Trả lời câu hỏi về vấn đề trông đợi các vấn đề thảo luận giữa phái đoàn Tòa Thánh với chính quyền Việt Nam, giám mục Linh cho biết có hai vấn đề nổi bật là bổ nhiệm giám mục cho các giáo phận trống tòa và vấn đề tranh chấp đất đai Tòa Khâm sứ cũng như trong hầu hết các giáo phận tại Việt Nam. Ông cho rằng theo ý kiến riêng, cách tháo gỡ các khúc mắc dần dần sẽ tốt hơn cho quan hệ của hai bên. Trả lời câu hỏi về vấn đề thiết lập quan hệ Tòa Thánh và Vatican, vị giám mục Thanh Hóa cho biết chỉ có các nhóm đang cộng tác và thiết lập lộ trình này. Chia sẻ về đóng góp xã hội của giáo hội Công giáo Việt Nam đối với xã hội, Nguyễn Chí Linh cho rằng việc này đang khá hạn chế: về giáo dục chỉ được mở trường mẫu giáo, về y tế chỉ được mở phòng phát thuốc, ông cũng nhận định vấn đề này cần thương thảo và mong rằng chính quyền sẽ có cái nhìn thoải mái hơn.
Tháng 9 năm 2008, trong vụ việc tranh chấp Giáo xứ Thái Hà ở Hà Nội, Nguyễn Chí Linh đến nhà thờ này để cử hành lễ cầu nguyện cho công lý và hòa bình. Trước những căng thẳng về tranh chấp, cùng trong tháng này, vị giám mục Thanh Hóa đã viết thư hiệp thông, bày tỏ sự sẻ chia với tổng giáo phận Hà Nội, lòng ngưỡng mộ lòng can đảm của Tổng giám mục Giuse Ngô Quang Kiệt và tuyên bố ủng hộ cầu nguyện ôn hòa, bất bạo động.
Giám mục Nguyễn Chí Linh được Hội đồng Giám mục Việt Nam bầu chọn làm nghị phụ đại diện tham gia Thượng Hội đồng Giám mục Thế giới về Linh mục tổ chức cuối tháng 10 năm 2008. Ngoài ông, giám mục phó Giáo phận Nha Trang Giuse Võ Đức Minh cũng được cử làm nghị phụ tham dự sự kiện này. Ngoài hai giám mục, thành phần tham gia đến từ Việt Nam còn có linh mục Vinh Sơn Nguyễn Văn Bản tham dự với tư cách chuyên gia, trợ tá đặc biệt của Tổng giám mục Monsengwo Pasinya. Trong khuôn khổ sự kiện, ngày 14 tháng 10, Nguyễn Chí Linh trình bày bài tham luận với nội dung là lời Chúa trong lịch sử Giáo hội Việt Nam.
Sau những hoạt động cứu trợ thiên tai năm 2006 tại Giáo phận Đà Nẵng và năm 2007 tại Giáo phận Vinh, cuối tháng 11 năm 2008, Nguyễn Chí Linh phát động, kêu gọi ủng hộ cứu trợ và có chuyến thăm cứu trợ cho các nạn nhân lũ lụt tại Tổng giáo phận Hà Nội. Đầu tháng 12, ông tham gia vào phái đoàn Hội đồng giám mục Việt Nam, hỗ trợ lũ lụt trên địa bàn giáo phận Vinh và giáo phận Thanh Hóa.

### Giai đoạn 2009 - 2016
Trong dịp tĩnh tâm cuối năm 2008, giám mục Linh kêu gọi các linh mục đến với những hoàn cảnh khó khăn và có những hỗ trợ cho họ, ông cho rằng lễ Giáng sinh gắn liền với đức tính bác ái của người Công giáo. Thực hiện lời kêu gọi này, tháng 1 năm 2009 những hoạt động chia sẻ với những người khó khăn lan rộng trên địa bàn giáo phận. Riêng giám mục Linh đã quyết định đến thăm và tặng quà cho các gia đình sinh sống trên thuyền ở ven thành phố Thanh Hóa. Sau đó, ông tiếp tục đến thăm vào trao quà tại các địa điểm khác như trại khuyết tật tại Gia Hà và trại tâm thần Quảng Xương. Ông cũng bày tỏ mong muốn có thể xây dựng nơi để chăm sóc người khuyết tật trong giáo phận khi điều kiện cho phép.
Giám mục Nguyễn Chí Linh cùng đoàn các giám mục Việt Nam đi hành hương Ad Limina, triều yết Giáo hoàng Biển Đức XVI. Trong cơ cấu ban tổ chức, giám mục Linh đảm trách công việc ngoại vụ. Chuyến hành hương kéo dài từ ngày 20 tháng 6 đến ngày 4 tháng 7 năm 2009. Nửa tháng sau đó, này 20 tháng 7, Nguyễn Chí Linh trả lời phỏng vấn của Báo Église d’Asie nhân dịp có công tác tại Paris. Khi được hỏi về vấn đề đào tạo linh mục cho giáo phận Thanh Hóa, ông cho biết chủng viện đã bị đóng cửa trong hàng thập niên, thiếu giáo viên và chủng sinh gặp nhiều khó khăn. Về thiết lập các dòng tu, ông cho biết các dòng đều thiếu nhân sự và cơ sở. Nói đến vấn đề mục vụ giáo dân, vị giám mục Thanh Hóa cho biết mỗi hè ông đào tạo 1.000 - 1.500 giáo lý viên và chú ý đến ban mục vụ của các giáo xứ. Ngoài ra, ông cũng trả lời một số câu hỏi liên quan đến Năm Thánh 2010 của Giáo hội Công giáo Việt Nam.
Ngày 26 tháng 7 năm 2009, Giám quản Giáo phận Phát Diệm Nguyễn Chí Linh viết thư gửi tín hữu giáo phận này. Trong thư, giám mục Linh loan báo thông tin Giáo hoàng đã bổ nhiệm linh mục Giuse Nguyễn Năng làm Giám mục chính tòa Giáo phận Phát Diệm vào ngày 25 tháng 7. Ngoài ra, ông cũng cho biết lịch trình đón tiếp và ngày giờ lễ tấn phong cũng như khẩu hiệu của Tân giám mục. Giám mục Linh cũng tuyên bố kết thúc vai trò giám quản trong thư này. Ngày 27 tháng 7, phái đoàn giáo phận Phát Diệm do ông dẫn đầu đến chào thăm Tân giám mục Nguyễn Năng. Tại buổi gặp mặt, đoàn gửi tặng phẩm phục giám mục gồm nhẫn, gậy, đai, thánh giá đeo ngực cho giám mục Năng.
Bão số 11 năm 2009—bão Mirinae tàn phá nặng nề các tỉnh miền Trung thuộc ba giáo phận: Giáo phận Qui Nhơn, giáo phận Kon Tum và giáo phận Nha Trang, Chủ tịch Ủy ban Caritas Việt Nam họp khẩn và quyết định gửi 500.000.000 đồng để giúp đỡ các nạn nhân trong thông báo ngày 7 tháng 11. Ngày 9 tháng 11, Nguyễn Chí Linh cùng một số giám mục khác đến thăm và an ủi các nạn nhân của bão lũ và gửi hỗ trợ đến họ với tinh thần không phân biệt tôn giáo. Ngoài khoản tiền từ Caritas Việt Nam, đoàn còn nhận nhiều khoản hỗ trợ tiền từ các giáo phận miền Bắc cũng như một số cá nhân hảo tâm. Cuối tháng 12, Tòa giám mục Thanh Hóa đến thăm nhân dịp Giáng sinh tại trại phong Cẩm Thủy do ông dẫn đầu phái đoàn 100 người.
Trong thư gửi giáo dân Giáo phận Thanh Hóa dịp Tết Nguyên Đán 2010, Nguyễn Chí Linh nhắc nhở giáo dân đề cao cảnh giác trước tệ nạn ma túy và khả năng lây nhiễm HIV. Ngày 1 tháng 3 năm 2010, tại đền Đức Mẹ hằng Cứu giúp Thái Hà, ông chủ sự lễ kỷ niệm 80 năm Dòng Chúa Cứu Thế tại Hà Nội và bày tỏ để tỏ tâm tình hiệp thông của Giáo phận Thanh Hóa với giáo xứ Thái Hà trong những tranh chấp đất đai.
Tháng 4 năm 2010, Ủy ban Đặc trách Giới trẻ Hội đồng Giám mục Việt Nam phát đi thông báo Ủy ban Nhân dân tỉnh Thanh Hóa không chấp thuận tổ chức Đại hội Giới trẻ Công giáo Việt Nam tại giáo xứ Ba Làng, giáo phận Thanh Hóa do có một số tranh chấp về đất đai. Trước đó, trong thư đề nghị cấp phép tổ chức, giám mục Nguyễn Chí Linh và giám mục Chủ tịch Ủy ban Đặc trách Giới trẻ Giuse Vũ Văn Thiên đã đồng ký tên. Nhân dịp bổ nhiệm Tân Tổng giám mục Phó Tổng giáo phận Hà Nội Phêrô Nguyễn Văn Nhơn cuối tháng 4 năm 2010, Phó chủ tịch Hội đồng Giám mục Nguyễn Chí Linh và Phó Tổng Thư ký Giuse Võ Đức Minh đã viết thư đại diện cho Hội đồng Giám mục Việt Nam chúc mừng.
Trong lễ tiếp đón tân Tổng giám mục phó Phêrô Nguyễn Văn Nhơn tại Tổng giáo phận Hà Nội ngày 7 tháng 5 năm 2010, giám mục Nguyễn Chí Linh đã có phát biểu về những vấn đề căng thẳng tại Tổng giáo phận này:"Không thể phủ nhận được rằng việc bổ nhiệm này đã gây ra một số tranh cãi trong những ngày vừa qua. Có người bi quan cho đó là sai lầm của Tòa Thánh Vatican, là dấu hiệu của một Hội đồng Giám mục Việt Nam đang bị phân hóa, bị khuynh loát, thậm chí là một trang sử buồn cho Giáo hội Việt Nam và cách riêng, cho Tổng giáo phận Hà Nội." Phát biểu của giám mục Linh là lần đầu tiên trong lịch sử Giáo hội công giáo Việt Nam người ta được nghe một vị giám mục lên tiếng xác nhận một sự thật có liên quan đến quyết định của Tòa Thánh Vatican. Nhắc đến sự ra đi của Tổng giám mục Giuse Ngô Quang Kiệt một tuần sau đó, với cương vị Phó Chủ tịch Hội đồng, Nguyễn Chí Linh xác nhận lý do từ nhiệm và hồi hưu của Tổng giám mục Kiệt hoàn toàn là vì lý do sức khỏe.
Nhân dịp sự kiện bế mạc kỳ họp Thường niên II năm 2010, đài Chân Lý Á Châu đã có buổi phỏng vấn với giám mục Nguyễn Chí Linh, xung quanh vấn đề thiết lập Ủy ban mới là Ủy ban Công lý và Hòa bình, trực thuộc Hội đồng Giám mục Việt Nam. Được phỏng vấn về vấn đề Ủy ban Công lý và Hòa Bình có phải giải quyết, hỗ trợ giáo dân khi có những mâu thuẫn với chính quyền, Giám mục Nguyễn Chí Linh cho rằng khái niệm công lý - hòa bình của dư luận khác khái niệm của giáo hội. Vị phó chủ tịch Hội đồng Giám mục Việt Nam cho biết cách hiểu của Giáo hội Công giáo là công lý đồng nghĩa với tình thương, con người tôn trọng quyền lợi và sở thích của nhau. Giám mục Linh cho rằng nguyện vọng Hội đồng Giám mục lên tiếng bảo vệ quyền lợi cho giáo dân là chính đáng nhưng Hội đồng có sứ mạng toàn diện và không đơn giải với bài toán vừa cần "công lý hòa bình", vừa cần "hiện hữu giữa lòng xã hội". Được phóng viên nêu câu hỏi với nội dung giáo dân cho rằng phương thức im lặng của Hội đồng Giám mục là không hiệu quả, không biết dấn thân, Giám mục Nguyễn Chí Linh cho rằng mọi người có quan điểm riêng và hội đồng không cần làm theo dư luận mong đợi. Ông cho rằng giáo dân Việt Nam đa số sống đạo bình thường và không đòi hỏi Hội đồng Giám mục phải làm theo ý kiến của họ. Ông cho rằng cần cân, đong, đo, đếm để cân bằng dư luận và truyền thông.
Trong cuộc phỏng vấn ngắn tháng 4 năm 2011, khi bàn luận về vai trò của Tân Đại diện Không thường trú Tòa Thánh Leopoldo Girelli, giám mục Nguyễn Chí Linh cho biết rằng Việt Nam cũng chưa biết về quy chế ngoại giao đối chức danh “Đại diện không thường trú” của Tòa thánh Vatican. Ông cũng khẳng định rằng bản thân mình lần đầu tiên nghe về chức vụ này và cũng băn khoăn về quyền hạn, mối quan hệ với giáo hội và nhà nước Việt Nam của vị này. Tù nhân chính trị Lê Văn Sơn bị bắt năm 2011 và đưa ra xét xử vì cáo trạng "âm mưu lật đổ chính quyền" năm 2013. Lê Văn Sơn là một trong nhóm 14 thanh niên Công giáo và Tin Lành bị xét xử. Nói về khoảng thời gian bị bắt, Sơn cho biết giám mục Nguyễn Chí Linh tìm mọi cách lên tiếng giúp anh và bạn bè.
Giám mục Linh cùng các linh mục, tu sĩ giáo phận Thanh Hóa chào đón các giám mục Việt Nam đến giáo phận để tham dự kỳ họp thứ II năm 2012 của Hội đồng Giám mục Việt Nam tháng 10 năm 2012. Trong nhiệm kỳ kéo dài từ năm 2013 đến năm 2016, Nguyễn Chí Linh đảm trách vai trò Chủ tịch Ủy ban Mục vụ Di dân thuộc Hội đồng Giám mục Việt Nam. Đầu năm 2015, từ ngày 12 đến ngày 14 tháng 1, ông tham gia hội nghị của Ủy ban Mục vụ Di dân với đề tài Mục vụ Di dân trong bối cảnh Tân Phúc âm hóa tại Tòa giám mục Thanh Hóa.
Tháng 12 năm 2014, Nguyễn Chí Linh phát động phong trào Ngày tình thương Giáng sinh tại Giáo phận Thanh Hóa trong những lời nhắc nhở mục vụ dành cho các linh mục. Ngày 17 tháng 12, ông cùng đoàn các linh mục đã đến thăm và chúc mừng Giáng sinh, đồng thời trao quà cho những hoàn cảnh khó khăn không phân biệt tôn giáo. Tháng 1 năm 2015, Nguyễn Chí Linh tham gia Hội nghị của Ủy ban Mục vụ Di dân do ông làm chủ tịch với chủ đề “Mục vụ Di dân trong bối cảnh Tân Phúc Âm hóa. Trong khuôn khổ hội nghị, giám mục Linh làm rõ thực trạng di dân tại Việt Nam nói riêng cũng như thế giới nói chung và khái quát thực trạng Ủy ban Mục vụ Di dân, hướng dẫn đường hướng hoạt động cho ủy ban này những năm tiếp theo.

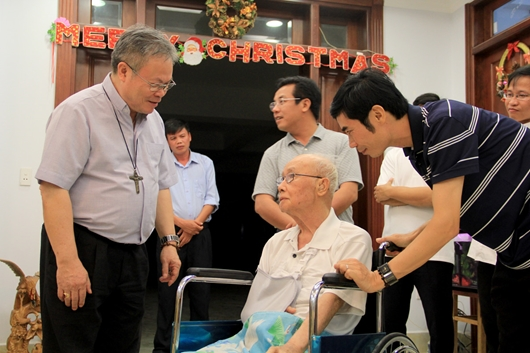
Giuse Nguyễn Chí Linh thăm giám mục Phanxicô Xaviê Nguyễn Văn Sang

Đoàn giáo phận Thanh Hóa do giám mục Nguyễn Chí Linh dẫn đầu đã đến thăm nhiều địa điểm của Giáo phận Thái Bình vào tháng 10 năm 2015. Nhân dịp này, đoàn cũng đến thăm nguyên giám mục Thái Bình Phanxicô Xaviê Nguyễn Văn Sang.
Nguyễn Chí Linh tổ chức Tuần lễ Di dân vào đầu năm 2016. Trong tuần lễ này, các hoạt động như cầu nguyện nhóm, chầu Thánh Thể, chia sẻ chuyên đề, thăm viếng các giáo xứ có nhiều di dân sẽ được tổ chức. Tháng 2 cùng năm, ông cắt băng khánh thành Trung tâm Tình thương Têrêxa Caculta nhằm mục đích nuôi dưỡng trẻ mồ côi và khuyết tật. Đây là nỗ lực của giám mục Linh, Caritas Giáo phận Thanh Hóa và đông đảo mạnh thường quân hỗ trợ.
Giữa tháng 6 năm 2016, Nguyễn Chí Linh cùng các linh mục giáo phận Thanh Hóa đến Đan viện Châu Sơn để đồng tế dịp lễ kỷ niệm 25 năm linh mục của nguyên Tổng giám mục Hà Nội Giuse Ngô Quang Kiệt. Tháng 10 năm 2016, ông được bầu chọn làm Chủ tịch Hội đồng Giám mục Việt Nam. Ngày 26 tháng 10 cùng năm, ông cùng các thành viên Ban thường vụ Hội đồng Giám mục và một số giám mục khác đã đến thăm một số giáo dân Giáo phận Vinh nhằm mục đích hỗ trợ người dân là nạn nhân bão lũ.

## Tổng giám mục Tổng giáo phận Huế

### Giai đoạn 2016–2017
Ngày 29 tháng 10 năm 2016, Giuse Nguyễn Chí Linh được Giáo hoàng Phanxicô bổ nhiệm làm tổng giám mục Tổng giáo phận Huế, đồng thời kiêm nhiệm giám quản Tông tòa Giáo phận Thanh Hóa. Một phái đoàn từ Tổng giáo phận Huế do linh mục nguyên Tổng đại diện Antôn Dương Quỳnh dẫn đầu đến Thanh Hóa chào mừng Tân Tổng giám mục. Trước khi lễ nhậm chức chính thức tổ chức, ngày 9 tháng 1, đại diện chính quyền các cấp và các tôn giáo khác đã đến gửi lời chức mừng đến Tân Tổng giám mục Tổng giáo phận Huế. Trưa cùng ngày, Nguyễn Chí Linh đến cử hành lễ tại Trung tâm Hành hương Đức Mẹ La Vang để cầu nguyện cho việc nhận sứ vụ mới. Buổi tối, nguyên Tổng giám mục Phanxicô Xaviê Lê Văn Hồng chào đón Tân Tổng giám mục đến Tòa giám mục Huế. Tại đây, Tổng giám mục Hồng tượng trưng trao chìa khóa Tòa giám mục cho người kế vị. Ông chính thức nhậm chức Tổng giám mục Tổng giáo phận Huế đánh dấu bằng một buổi lễ vào sáng ngày 12 tháng 1 năm 2017. Tại buổi lễ này, tân Tổng giám mục Huế chia sẻ ông sẽ cố gắng học dần các đặc điểm đặc biệt nơi đây: nói giọng Huế, học ăn ớt, cách sống người Huế và Quảng Trị. Ông cũng cám ơn hai vị tiền nhiệm là Stêphanô Nguyễn Như Thể và Phanxicô Xaviê Lê Văn Hồng đã tạo tiền đồ vững chắc và tổ chức buổi lễ nhậm chức trang trọng.
Ông nhận trả lời phỏng vấn về vấn đề một số giáo dân tụ tập khiếu kiện Formosa do linh mục Nguyễn Đình Thục dẫn đầu vào ngày 14 tháng 2 năm 2017. Khi được hỏi về nhận định của ông về việc cuộc tập trung nộp đơn khiếu kiện bị dẹp bỏ,ông cho biết do chưa nắm được thông tin và cho rằng để đưa ra nhận định vào thời điểm phỏng vấn là quá sớm. Tổng giám mục Linh cho biết người dân cảm thấy bị ảnh hưởng nặng nề do nhà máy Formosa và mong muốn nhà nước giải quyết công bằng. Ông cũng nhận định rằng hai bên là nhà nước và giáo dân chưa có cùng quan điểm, chính vì thế có những xung khắc. Nói về một số chỉ trích đến Hội đồng Giám mục, với tư cách Chủ tịch Hội đồng, tổng giám mục Linh cho biết Hội đồng Giám mục Việt Nam phải lựa chọn thái độ không gây tổn thất lớn cho cả hai bên, đồng thời đưa ra dẫn chứng về Thư Chung của Hội đồng đã từng đề cập đến vấn đề Formosa, giám mục Phêrô Nguyễn Văn Khảm và Hồng y Phêrô Nguyễn Văn Nhơn tham gia hội thảo với thủ tướng Nguyễn Xuân Phúc cũng trình bày vấn đề môi trường. Ngoài ra, ông cũng cho biết đã nhiều dịp trao đổi với các cơ quan nhà nước rằng sự đấu tranh của giáo dân không mang màu sắc chính trị. Nói về chia sẻ với giáo dân giáo xứ Song Ngọc cùng các giáo xứ lân cận, Nguyễn Chí Linh chia sẻ ông đồng cảm và cố gắng tối đa để thực hiện hóa nguyện vọng của giáo dân, mong rằng những nguyện vọng này được chú ý và cho biết cụ thể thì cần bàn thêm với các giám mục khác trong Hội đồng Giám mục.
Giải bóng đá Hiệp nhất – Khẩu hiệu giám mục của tổng giám mục Nguyễn Chí Linh với các đội bóng tham gia đến từ các lớp tiền Chủng viện và các giáo xứ tại địa điểm sân bóng Đại học Giáo dục Thể chất thành phố Huế tổ chức lần thứ I vào tháng 3 năm 2017. Ngày 1 tháng 6 năm 2017, với vai trò Chủ tịch Hội đồng Giám mục Việt Nam, ông ký xác nhận lá thư nêu lên những suy nghĩ của người Công giáo về Luật Tôn giáo vừa được thông qua và có hiệu lực năm 2018. Nói rõ hơn về vấn đề này trong một cuộc phỏng vấn, tổng giám mục Linh nhận định bộ luật là một bước thụt lùi, không phải tự do đích thực, có các lĩnh vực giáo hội vẫn còn bị hạn chế như sức khỏe, giáo dục,... và cơ chế xin–cho.
Theo thông lệ và thông báo ngày 27 tháng 6 năm 2017 của giáo hoàng Phanxicô, ngày 29 tháng 6, Tổng giám mục Nguyễn Chí Linh đã đến Vatican nhận dây pallium của Tổng giám mục. Lễ trao dây đã được tổ chức tại Linh Địa Đức Mẹ La Vang, Tổng giáo phận Huế, trong lễ bế mạc Đại Hội Hành Hương Đức Mẹ La Vang do Tổng giám mục Leopoldo Girelli—Đại Diện Tòa Thánh tại Việt Nam đeo dây Pallium trên vai Tân Tổng giám mục Huế. Khi được hỏi về về chuyến viếng thăm Tòa Thánh và nhận dây pallium, Nguyễn Chí Linh cho rằng buổi lễ trang trọng và có tính chất quốc tế, cá nhân ông coi đó là niềm vui lớn.
Ít ngày sau khi nhận dây Pallium từ tay giáo hoàng, Nguyễn Chí Linh nhận trả lời báo Église d’Asie về tình hình giáo hội Công giáo Việt Nam. Nhắc đến về việc 150 người xâm nhập vào vùng đất Đan viện Thiên An vào ngày 28 tháng 6 năm 2017, dòng Biển Đức cho là tài sản của họ và phá hủy Thánh giá, vị Chủ tịch Hội đồng Giám mục Việt Nam cho rằng trước đây Đan viện Thiên An có một khu đất diện tích khoảng 107 mẫu tây và tranh chấp xảy ra khi bộ Dân luật Việt Nam không thừa nhận quyền tư hữu, và chính quyền không thừa nhận quyền sở hữu của đan viện đối với khu đất. Căng thẳng leo thang khi một số khu đất được bán cho các doanh nghiệp kinh doanh du lịch, các doanh nghiệp ngoại quốc. Nêu lên quan điểm cá nhân về lý do Đan viện bị cô lập, không được sự ủng hộ, Tổng giám mục Linh cho rằng người Công giáo Huế vẫn còn tổn thương trong Chiến dịch Tết Mậu Thân tại Huế năm 1968. Các đan sĩ cho rằng Tòa Tổng giám mục cần hỗ trợ việc đòi lại quyền kiểm soát khu đất cho đan viện. Ngoài ra, Nguyễn Chí Linh cho biết ông đã đến thăm nơi ngày vào ngày 16 tháng 6 năm 2017. Nhắc đến tiến trình tôn phong chân phước cho cố hồng y Phanxicô Xaviê Nguyễn Văn Thuận, ông cho rằng đang diễn tiến tốt đẹp. Trả lời câu hỏi về chủ đề thông tin về việc thiết lập quan hệ ngoại giao, ông này cho biết Tổng giám mục Leopoldo Girelli không được quyền cư ngụ cách thường trực ở Việt Nam và chỉ có quyền ở Việt Nam trong một tháng, hành trình ở Việt Nam cần phải được Bộ Ngoại giao cho phép. Chia sẻ về Đại hội Hội đồng Giám mục năm 2016, khi ông được bầu làm Chủ tịch, Nguyễn Chí Linh cho biết việc mời ông Nguyễn Thiện Nhân không rõ là sáng kiến của ông Nhân hay Tổng giám mục Tổng giáo phận Thành phố Hồ Chí Minh Phaolô Bùi Văn Đọc và cá nhân ông không hoan nghênh việc này, trong khuôn khổ kỳ họp Hội đồng giám mục. Về các vấn đề khác, vị Chủ tịch Hội đồng Giám mục Việt Nam đánh giá rằng người Cộng sản và Công giáo xích lại gần nhau và hiểu nhau hơn, số giáo dân tham gia con đường tu trì dồi dào và Học viện Công giáo Việt Nam được khai mở.
Tháng 9 năm 2017, cơn bão số 10 mang tên Doksuri đổ bộ vào các tỉnh miền Trung Việt Nam gây hậu quả nặng nề. Chính vì thế, Hội đồng Giám mục Việt Nam kêu gọi mọi người hướng đến chia sẻ cùng các nạn nhân cơn bão. Ngày 21 tháng 9, cùng với một số giám mục khác, Nguyễn Chí Linh đến trao các phần quà hỗ trợ cho người dân gặp khó khăn tại giáo phận Vinh. Dịp Tĩnh tâm linh mục tại Tổng giáo phận Huế, giám mục Nguyễn Chí Linh một lần nữa nhắc nhở các linh mục nhớ đến đồng bào đang lâm cảnh khó khăn trong thiên tai lũ lụt. Cuối tháng 11 năm 2017, giám mục Linh cùng đoàn Caritas Huế và một số linh mục đến các địa điểm giáo xứ Tiên Nộn và Cây Da nhằm mục đích trao các phần quà hỗ trợ cho các nạn nhân lũ lụt quanh các địa điểm này trong tinh thần không phân biệt tôn giáo.

### Giai đoạn 2018–2019

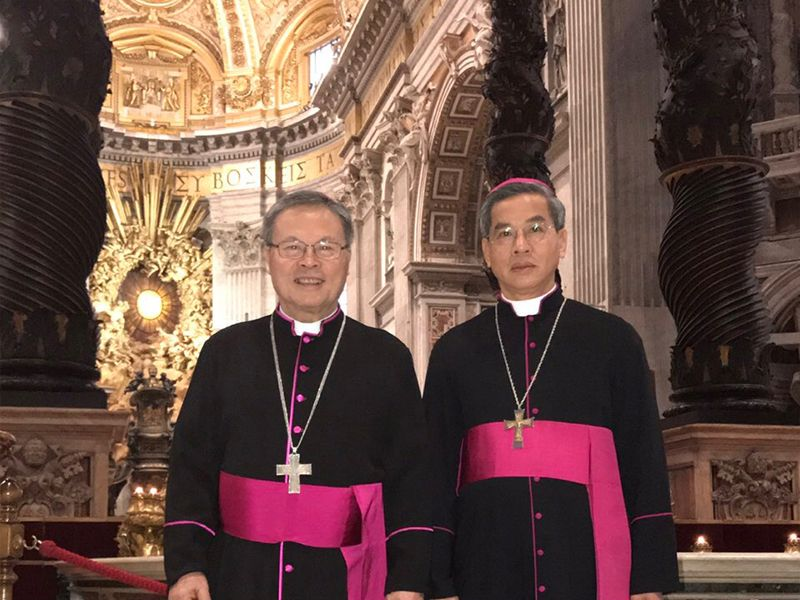
Tổng giám mục Nguyễn Chí Linh (trái) và giám mục Giuse Nguyễn Năng trong chuyến hành hương Ad Limina 2018

Nguyễn Chí Linh cùng đoàn các giám mục Việt Nam đến thăm và hành hương Tòa Thánh, Rôma trong khuôn khổ chuyến viếng thăm bổn phận của giám mục, Ad Limina kéo dài từ ngày 2 đến ngày 11 tháng 3 năm 2018, Hội đồng đã yết kiến giáo hoàng Phanxicô vào ngày 5 tháng 3 năm 2018. Tại đây, với cương vị Chủ tịch Hội đồng, ông đã có bài phát biểu gửi giáo hoàng. Trong cuộc gặp với Thánh bộ Ngoại giao Tòa Thánh, ông bày tỏ hy vọng Tòa thánh sẽ có quan hệ ngoại giao chính thức với Việt Nam. Trong khuôn khổ chuyến viếng thăm này, Tổng giám mục Tổng giáo phận Thành phố Hồ Chí Minh Phaolô Bùi Văn Đọc qua đời tại Rôma sáng ngày 7 tháng 3, theo giờ Việt Nam. Sau khi đưa thi hài về nước, ngày 17 tháng 3 cùng năm, Nguyễn Chí Linh chủ sự lễ an táng cho cố Tổng giám mục Bùi Văn Đọc.
Ngày 13 tháng 4 năm 2018, Tổng giám mục Nguyễn Chí Linh ban hành Quy chế Hội đồng Mục vụ Tổng giáo phận Huế, và cho thử nghiệm quy chế này trong vòng 4 năm. Hơn 10 ngày sau đó, ngày 25 tháng 4, Tòa Thánh loan tin Giáo hoàng Phanxicô đã chọn linh mục Giuse Nguyễn Đức Cường làm Giám mục chính tòa Giáo phận Thanh Hóa. Cùng ngày, Giám quản Tông Tòa Giáo phận Thanh Hóa Nguyễn Chí Linh, với cương vị Chủ tịch Hội đồng Giám mục Việt Nam đã gửi văn thư chúc mừng giám mục tân cử.
Phái đoàn đại diện Giáo phận Thanh Hóa đến Giáo phận Đà Lạt chào mừng tân giám mục Nguyễn Đức Cường vào ngày 3 tháng 5 năm 2018. Phái đoàn do Tổng giám mục Nguyễn Chí Linh—Giám quản Tông Tòa dẫn đầu. Cũng trong dịp này, với cương vị Chủ tịch Hội đồng Giám mục Việt Nam, ông ký quyết định Chủng viện Minh Hòa – Đà Lạt trở thành Cơ sở II của Đại chủng viện Thánh Giuse Xuân Lộc.

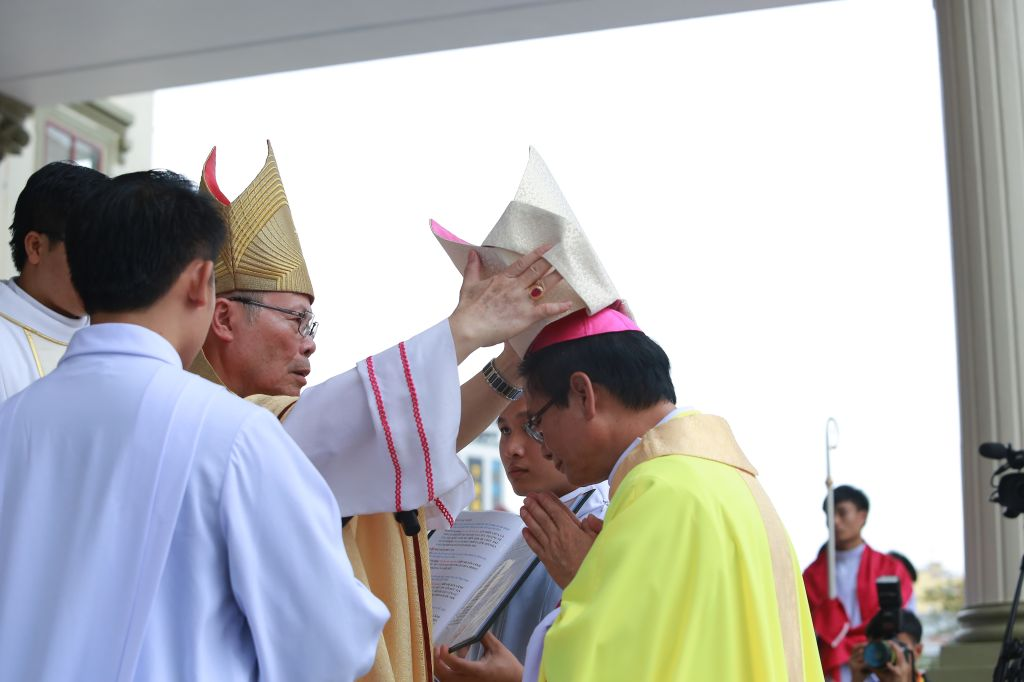
Nguyễn Chí Linh chủ sự nghi thức truyền chức giám mục cho Giuse Nguyễn Đức Cường

Nguyễn Chí Linh đảm nhận vai trò ở giáo phận Thanh Hóa cho đến khi Tòa thánh bổ nhiệm linh mục Giuse Nguyễn Đức Cường kế nhiệm ông làm giám mục giáo phận Thanh Hóa. Ông chính thức tổ chức buổi chia tay với Giáo phận Thanh Hóa vào ngày 10 tháng 6. Lễ tấn phong giám mục Nguyễn Đức Cường được cử hành vào ngày 27 tháng 6 năm 2018. Chủ phong nghi thức truyền chức là Tổng giám mục Giuse Nguyễn Chí Linh và hai vị phụ phong, gồm Giuse Nguyễn Năng, giám mục Giáo phận Phát Diệm và Giám mục Phó Giáo phận Đà Lạt Đa Minh Nguyễn Văn Mạnh.
Tháng 8 năm 2018, Nguyễn Chí Linh cùng các giám mục khác tham gia đại hội Phong trào Thiếu nhi Thánh thể tại Trung tâm Hành hương Đức Mẹ La Vang trong khuôn khổ kỷ niệm 100 năm thành lập phong trào này. Ngày 5 tháng 9 năm 2018, Tổng trưởng Thánh bộ Tu sĩ Tòa Thánh João Braz de Aviz đến thăm Tổng giáo phận Huế, tháp tùng có giám mục Phêrô Nguyễn Văn Đệ, chủ tịch Ủy ban Tu sĩ trực thuộc Hội đồng Giám mục Việt Nam đặt chân đến Huế tại sân bay Phú Bài. Đón tiếp đoàn là phái đoàn do tổng giám mục Linh dẫn đầu.
Ngày 21 tháng 9 năm 2018, chủ tịch nước Việt Nam là ông Trần Đại Quang qua đời. Với cương vị Chủ tịch Hội đồng Giám mục Việt Nam, giám mục Nguyễn Chí Linh thay mặt Hội đồng viết thư phân ưu gửi quyền Chủ tịch nước Đặng Thị Ngọc Thịnh vào một ngày sau đó. Trong khuôn khổ bế mạc kỳ họp thường niên lần II kỳ họp Hội đồng Giám mục Việt năm 2018, các giám mục đến Trung tâm Hành hương Ba Giồng, có địa chỉ hành chính tại Tân Lý Đông, Châu Thành, Tiền Giang. Nguyễn Chí Linh chủ tế nghi lễ tại trong dịp viếng địa điểm hành hương của hội đồng giám mục. Trước đó, trong kỳ họp này, Tân Đại diện không thường trú Tòa Thánh tại Việt Nam Marek Zalewski cũng chính thức có dịp gặp gỡ các giám mục người Việt. Nguyễn Chí Linh tham gia hội nghị kéo dài từ ngày 24 đến ngày 28 tháng 9 năm 2018 cùng các giám mục tại Việt Nam, cùng tham gia buổi tọa đàm trao đổi với Ban Tôn giáo Chính phủ về nội dung Luật tín ngưỡng, tôn giáo và cách áp dụng luật này vào đời sống.
Nhân dịp Tòa Thánh bổ nhiệm Tân đại diện Thường trú, Tổng giám mục Nguyễn Chí Linh trả lời phỏng vấn của hãng thông tấn RFI. Khi được hỏi về những khó khăn của giáo hội Công giáo Việt Nam về vấn đề bổ nhiệm giám mục, vị chủ tịch Hội đồng giám mục Việt Nam chia sẻ việc bổ nhiệm ở Việt Nam theo cơ chế Tòa Thánh đề cử và Việt Nam có quyền phủ quyết ứng viên, tuy vậy tình hình ngày càng tốt đẹp hơn do các bên tế nhị tôn trọng lẫn nhau, chỉ gặp một số khó khăn khi bổ nhiệm các vị trí Tổng giám mục Tổng giáo phận Thành phố Hồ Chí Minh và Tổng giám mục Hà Nội. Nói về những khó khăn khác, Nguyễn Chí Linh cho biết cộng đồng Công giáo chưa được phép tham gia điều hành xã hội qua các hoạt động giáo dục và y tế ở cấp quốc gia và bày tỏ mong muốn nhà nước sẽ gỡ bỏ các vướng mắc này. Về vấn đề tranh chấp đất đai, tổng giám mục Linh thừa nhận Hội đồng Giám mục Việt Nam có trách nhiệm phải lên tiếng với tâm thái thắng thắn nhưng tế nhị, để ý kiến này được xem là ý kiến của một cộng đồng có thiện chí, không nhằm mục đích công kích.
Nguyễn Chí Linh cùng đoàn 45 người hành hương Đất Thánh giữa tháng 10 năm 2018. Nhân dịp này, ông chủ sự lễ đặt tượng Đức Mẹ La Vang tại nơi đây. Caritas Huế và phòng khám Từ thiện Kim Long thuộc tổ chức tọa đàm với chủ đề Giảm kỳ thị và phân biệt đối xử với người nhiễm HIV/AIDS vào ngày 10 tháng 11 năm 2018 tại Trung Tâm Mục Vụ Tổng giáo phận Huế. Nhân dịp này, Tổng giám mục Nguyễn Chí Linh đã đến dự và chia sẻ về chủ đề HIV/AIDS, ông cho biết mình đồng cảm với nỗi đau của bệnh nhân HIV/AIDS và cho rằng nỗi đau này sẽ càng lớn hơn nếu họ bị kỳ thị. Chính vì thế, ông kêu gọi các tham dự viên hỗ trợ những người bị phân biệt và kỳ thị. Tổng giám mục Nguyễn Chí Linh đã tham dự hội thảo 400 năm hình thành và phát triển chữ Quốc ngữ trong lịch sử loan báo Tin Mừng tại Việt Nam tại Trung tâm Mục vụ Tổng giáo phận Thành phố Hồ Chí Minh. Hội thảo kéo dài trong hai ngày 25 và 26 tháng 10 năm 2019.
Ngày 22 tháng 11 năm 2018, Đại diện Tòa Thánh không thường trú Marek Zalewski đến thăm Tổng giáo phận Huế, Tổng giám mục Linh ra sân bay Phú Bài đón ông này. Chiều cùng ngày, Đại diện Tòa Thánh cùng Tổng giám mục Linh đến thăm các dòng tu trên địa bàn tổng giáo phận.

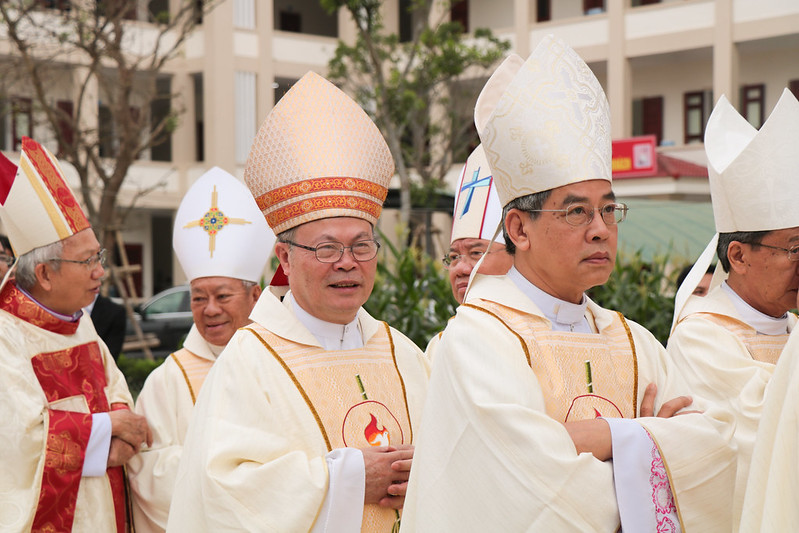
Nguyễn Chí Linh (thứ ba từ phía trái) trong lễ thiết lập Giáo phận Hà Tĩnh (2019)

Đầu tháng 12 năm 2018, Tổng quản Dòng Tên Arturo Sosa cùng hai linh mục phụ tá đã đến Việt Nam. Nhân dịp này, Nguyễn Chí Linh đã chủ sự lễ truyền chức linh mục, đồng tế với Tổng quản Sosa và các linh mục Vinh Sơn Phạm Văn Mầm—Giám tỉnh dòng Tên Việt Nam, Giuse Phạm Tuấn Nghĩa—Viện trưởng Học viện dòng Tên cử hành lễ truyền chức cho 6 tân linh mục. Giám mục Linh nhận trả lời phỏng vấn của báo VnExpress về chủ đề mừng lễ Giáng sinh của giáo dân Công giáo Việt Nam nhân dịp lễ này vào năm 2018. Bàn luận về phong cách trang trí lễ Giáng sinh ở các tỉnh thành phía Nam, giám mục Linh nhận định việc trang trí thiên về hiện đại, ánh sáng và đa sắc màu. Ông cũng cho hay phong cách miền Bắc lại trang trí thiên về tả chân thực, tái dựng cảnh Chúa Giêsu hạ sinh thông qua các công cụ như mái tranh, giấy bồi dùng để tạo hang đá. Riêng về các dòng tu, Nguyễn Chí Linh cho biết ngoài trang trí, họ diễn đạt gửi gắm thông điệp Giáng sinh đến người tham quan không có niềm tin Kitô giáo. Ngoài ra, ông cũng nhận định xã hội đã dần chấp nhận cách biểu thị niềm tin của giáo dân, biểu lộ qua việc trang trí trong dịp lễ này. Nói đến việc mừng lễ Giáng sinh ở Việt Nam, tổng giám mục Linh cảm nhận rằng lễ này trở thành lễ hội không phân biệt tôn giáo và thông điệp truyền tải hòa bình. Ngày 28 tháng 12 cùng năm, tại nghĩa trang Thai Nhi tại Giáo xứ Ngọc Hồ, thuộc Tổng giáo phận Huế, Tổng giám mục Linh chủ sự lễ cầu nguyện cho việc bảo vệ sự sống. Trong thời kỳ làm Giám mục Thanh Hóa, ông từng có ý tưởng thu thập các bào thai bị phá và hỏa thiêu, dồn vào 2 lỗ gạch thông, bắt vít để dùng xây thành một lăng lớn, nhắc nhở đển việc tôn trọng và bảo vệ sự sống.
Đầu năm 2019, Nguyễn Chí Linh đến thăm và tiếp xúc giáo dân di cư Huế hiện đang sinh sống tại tỉnh Bình Dương, giáo phận Phú Cường. Giữa tháng 1, ông đón tiếp phái đoàn Công giáo Hàn Quốc do Hồng y Andrew Yeom Soo-Jung, Tổng giám mục Tổng giáo phận Seoul dẫn đầu. Từ ngày 21 đến ngày 24 tháng 2 năm 2019, với tư cách Chủ tịch Hội đồng Giám mục Việt Nam, Tổng giám mục Nguyễn Chí Linh đến Vatican tham gia hội nghị về Bảo vệ trẻ em trong Giáo hội, với đa số nghị phụ là Chủ tịch Hội đồng Giám mục trên toàn thế giới.
Trong biến cố hỏa hoạn Nhà thờ Đức Bà Paris, với cương vị Chủ tịch Hội đồng Giám mục Việt Nam, Tổng giám mục Nguyễn Chí Linh đại diện Giáo hội Công giáo Việt Nam gửi lời chia buồn đến Giáo hội Công giáo Pháp. Video chia buồn được công bố vào ngày 17 tháng 4 năm 2019 và nội dung được ông nói bằng tiếng Pháp. Tháng 6 năm 2019, chủ tịch Hội đồng Giám mục Việt Nam Nguyễn Chí Linh ấn ký thư chung gửi giáo dân Việt Nam, nội dung chính nói về việc thực thi một số nghi thức phụng vụ, cũng như lòng đạo đức bình dân, việc đặt tay chữa bệnh,.. Đồng ký tên trong thư này có Chủ tịch Ủy ban Giáo lý Đức Tin Gioan Đỗ Văn Ngân.
Tháng 8 năm 2019, phái đoàn giáo sĩ Công giáo do Tổng giám mục Nguyễn Chí Linh dẫn đầu tham gia Hội nghị Thủ tướng Chính phủ và các chức sắc tôn giáo, có dịp tiếp xúc với thủ tướng Nguyễn Xuân Phúc. Tại hội nghị, về phía Công giáo có bài tham luận về 5 chương trình chính mà Giáo hội Công giáo đã quan tâm thực hiện tại Việt Nam, do giám mục Tôma Vũ Đình Hiệu trình bày.
Các giám mục Việt Nam từ 27 giáo phận họp Đại hội XIV Hội đồng Giám mục Việt Nam tại trung tâm Mục vụ Giáo phận Hải Phòng vào cuối tháng 9 và đầu tháng 10 năm 2019. Trong khuôn khổ đại hội, các giám mục đã sắp xếp và bầu chọn nhân sự trong hội đồng. Kết quả, các giám mục tiếp tục chọn Tổng giám mục Nguyễn Chí Linh làm Chủ tịch Hội đồng Giám mục trong nhiệm kỳ 2019–2022. Nhân chuyến viếng thăm của Giáo hoàng Phanxicô đến Thái Lan, Tổng giám mục Nguyễn Chí Linh và một số giám mục Việt Nam sang Thái Lan tham dự. Chiều ngày 20 tháng 11 năm 2019, họ tổ chức một thánh lễ Công giáo bằng tiếng Việt đã được cử hành trên đất Thái Lan. Lễ này gồm có 4 giám mục, 70 linh mục và 700 giáo dân. Trong khung cảnh chào đón chuyến công du của Giáo hoàng Phanxicô đến Tokyo, Nhật Bản, Tổng giám mục Linh cùng hai giám mục Emmanuel Nguyễn Hồng Sơn, Louis Nguyễn Anh Tuấn và Chánh văn phòng Hội đồng Giám mục Giuse Đào Nguyên Vũ đã có chuyến thăm các giáo dân Công giáo Việt Nam tại Tokyo vào ngày 24 tháng 11 năm 2019.
Nhân dịp Giáng sinh, ngày 20 tháng 12 năm 2019, Tòa Tổng giám mục Huế đã mời các đại diện chính quyền địa phương và đại diện các tôn giáo đến tham gia bữa tiệc. Trong khuôn khổ buổi lễ, Tổng giám mục Nguyễn Chí Linh trích dẫn Kinh Thánh Kitô giáo nói về ước mơ của Thiên Chúa về một nhân loại không có ranh giới, xã hội không phân biệt, chung sống hòa bình và đoàn kết. Tổng giám mục Linh mong rằng, với ý nghĩa lễ giáng sinh là lễ bình an, các thành phần tham gia sẽ tìm lại được sự hòa hợp, tin tưởng, đồng thuận với nhau. Như đã đề nghị Ủy ban Bác bác Xã hội và các dòng tu thuộc Tổng giáo phận Huế Trước đại lễ Giáng sinh, Đức Tổng Giám mục Giuse Nguyễn Chí Linh - Chủ tịch Hội đồng Giám mục Việt Nam, kêu gọi Ban bác ái xã hội và các dòng tu của Tổng Giáo phận Huế cũng như những mối quan hệ để chuẩn bị quà tặng người nghèo. 500 người nghèo, khuyết tật ngoài Công giáo đã được mời đến Toà Tổng Giám mục để dự buổi tiệc nhẹ, xem văn nghệ, bốc thăm trúng thưởng và nhận quà. Việc tặng quà này bắt đầu quy về Tòa giám mục kể từ hai năm nay, dù trước đó được trao tặng rải rác tại các giáo xứ.
Ngày 26 tháng 12 năm 2019, Tổng giám mục Nguyễn Chí Linh ấn ký quyết định tôn phong Đức Mẹ La Vang làm thánh bổn mạng Tổng giáo phận Huế. Đây là lần đầu tiên sau 170 thành lập, Tổng giáo phận quyết định tôn phong thánh bổn mạng. Quyết định có hiệu lực ngày 1 tháng 1 năm 2020, lễ khai mạc 170 năm thành lập Tổng giáo phận Huế. Trước đó, cũng nhằm chào đón Năm thánh kỷ niệm 170 năm thiết lập Tổng giáo phận Huế, ngày 12 tháng 11 năm 2019 Tổng giám mục Linh đã giới thiệu tập sách: Cẩm nang Năm Thánh nằm giới thiệu những hiểu biết về Năm Thánh của Giáo hội Công giáo, cũng như lược sử Tổng giáo phận Huế.

### Giai đoạn từ năm 2020 đến 2022
Cuối tháng 2 năm 2020, Tổng giám mục Nguyễn Chí Linh trả lời phỏng vấn của Ủy ban Truyền thông Tổng giáo phận Huế về Vương cung thánh đường Đức Mẹ La Vang. Chia sẻ thông tin về thánh đường mới này đến những độc giả, Tổng giám mục Linh ôn lại sơ lược lịch sử của thánh đường này. Thánh đường cũ đã bị tàn phá trong chiến tranh, kế từ năm 2008, khi chính quyền tỉnh Quảng Trị trao trả lại 21 ha đất trước thuộc Tổng giáo phận Huế, việc triển khai tái xây dựng nhà thờ đã được khởi sự. Tổng giám mục Linh cũng đã tuyên bố lễ khánh thành tổ chức vào ngày 16 tháng 10 năm 2020, sau khi Hội đồng Giám mục Việt Nam họp thường niên lần thứ II năm 2020 tại Tổng giáo phận. Nói về quyết định chọn Đức Mẹ La Vang làm bổn mạng Tổng giáo phận, Tổng giám mục Nguyễn Chí Lin cho biết rằng nguyên do do lòng yêu mến, giữ vai trò quan trọng trong lòng giáo hữu. Nói về Trung tâm Hành hương Đức Mẹ La Vang, ông cho rằng chính Hội đồng Giám mục Việt Nam chủ trì, ông với tư cách đại diện Hội đồng. Ông cũng nhắc đến sự đóng góp của giáo dân trong và ngoài Việt Nam, cũng như sự quan tâm của mọi người không phân biệt tôn giáo đối với trung tâm này. Nói về thao thức cũng như định hướng khi Trung tâm Hành hương Đức Mẹ La Vang là trung tâm hành hương toàn quốc của Giáo hội Công giáo tại Việt Nam, vị Tổng giám mục Huế cho rằng La Vang ngày càng được thăm viếng nhiều hơn, kế cả các tour du lịch bao gồm những người không phải giáo dân Công giáo trong và ngoài Việt Nam. Ông cho rằng đây là động lực để Hội đồng Giám mục cũng như Tổng giáo phận Huế nỗ lực đáp ứng nhu cầu của mọi người.
Trong tình hình đại dịch COVID-19, Tổng giám mục Nguyễn Chí Linh viết thư mục vụ gửi giáo dân Tổng giáo phận Huế vào ngày 17 tháng 3 năm 2020 nhằm công bố một số thay đổi mục vụ để phòng tránh lây lan dịch bệnh. Đầu thư, Tổng giám mục Huế kêu gọi giáo dân dành thời gian làm giờ chầu kính Lòng Chúa Thương Xót, với số lượng người tham gia mang tính đại diện, tránh lây lan dịch bệnh. Về cử hành bí tích Xức dầu Bệnh nhân, ông cho phép các linh mục dùng găng tay để phòng tránh việc lây bệnh. Nói đến vấn đề cử hành Bí tích Hòa Giải, Tổng giám mục Linh cho phép cử hành nghi thức tập thể với các điều kiện: chỉ được cử hành trong địa bàn Tổng giáo phận, phải giải nghĩa cho giáo dân, thời hạn từ Lễ Lá đến đêm Vọng Phục Sinh,...Để phòng tránh phát tán dịch bệnh, ông nhắc nhở các linh mục cần chú ý giảm bớt hoặc đình chỉ các sinh hoạt đông người, cử hành các nghi thức ngắn gọn, kể cả trong Tuần Thánh,... Về lễ Truyền Dầu, ông loan báo chỉ cử hành lễ này cách đơn giản tại Tòa giám mục. Ngày 27 tháng 3 cùng năm, Tổng giám mục Nguyễn Chí Linh ra thông cáo gửi giáo dân, quy định thay đổi sinh hoạt tôn giáo: từ 12 giờ trưa ngày 28 tháng 3, các thánh lễ chỉ giới hạn số người không quá 20, cho phép các dòng tu biệt lập cử hành thánh lễ, mở cửa các nhà thờ cho giáo dân đến cầu nguyện, đề nghị giáo dân tham dự lễ trực tuyến,.. Ngoài ra, ông còn chỉ dẫn một số giới hạn về lễ an táng, lễ cưới, cử hành các bí tích. Về nghi thức bí tích Hòa Giải, ông thay đổi điều kiện cử hành: chỉ cử hành đến lễ Chúa Nhật II Phục Sinh, chỉ cử hành đầu lễ và cần xin phép Tổng giám mục Linh nếu cử hành ngoài lễ trong con số giới hạn không quá 20 người một lần, làm theo các nghi thức của Ủy ban Phụng tự Hội đồng Giám mục và cần giải thích cho giáo dân trước khi cử hành nghi thức.
Với cương vị Chủ tịch Hội đồng Giám mục Việt Nam, Tổng Giám mục Nguyễn Chí Linh ấn ký thông báo khẩn về nội dung tổ chức Ngày cầu nguyện cho dịch bệnh sớm chấm dứt vào ngày 2 tháng 4 năm 2020. Ngày tổ chức sự kiện này được ấn định là ngày 4 tháng 4. Tổng giám mục Linh cho biết quyết định này khởi nguồn từ một số giám mục thuộc Hội đồng Giám mục. Tiếp sau thông báo của Chủ tịch Hội đồng Giám mục, Giám mục Chủ tịch Ủy ban Phụng tự Emmanuel Nguyễn Hồng Sơn đã ra thông cáo quy định chính thức, làm rõ một số vấn đề liên quan đến ngày cầu nguyện vào ngày 3 tháng 4.
Ngày 6 tháng 4 năm 2020, Trưởng ban Ban Tôn giáo Chính phủ Việt Nam ký văn bản gửi Chủ tịch Hội đồng Giám mục Việt Nam và các Giám mục giáo phận về việc phòng, chống dịch Covid-19. Nội dung thư, ban tôn giáo ghi nhận, đánh giá cao tinh thần hợp tác của Hội đồng Giám mục, các giám mục giáo phận đã ra các thông cáo phòng chống dịch, nhiều giáo xứ, dòng tu góp phần hỗ trợ chính quyền phòng chống dịch. Tuy vậy, Trưởng Ban Tôn giáo đề cập đến tình trạng một số giáo xứ thuộc Giáo phận Hà Tĩnh vẫn cử hành lễ với sự tham gia của hàng trăm giáo dân. Trưởng ban tôn giáo đề nghị Hội đồng Giám mục xử lý các linh mục vi phạm và đề nghị tuân theo chỉ thị của thủ tướng Nguyễn Xuân Phúc về phòng chống dịch bệnh. Ngày 7 tháng 4, với cương vị Chủ tịch Hội đồng Giám mục, ông ấn ký thư chúc mừng hồng y người Úc George Pell, sau khi hồng y này được Tòa Thượng Thẩm Úc tuyên trắng án trong phiên tòa điều tra về việc Hồng y Pell tình nghi lạm dụng tình dục.
Trong Đại hội Hội đồng Giám mục Việt Nam XV từ ngày 3 đến ngày 7 tháng 10 năm 2022 tại Hà Nội, các giám mục Việt Nam bầu chọn Tổng giám mục Nguyễn Chí Linh làm Chủ tịch Ủy ban Mục vụ Di Dân, trực thuộc Hội đồng Giám mục Việt Nam nhiệm kỳ 2022–2025.

### Kiêm nhiệm Giám quản Nha Trang (2022–2023)
Ngày 23 tháng 7 năm 2022, Văn phòng Báo chí Tòa Thánh ra thông cáo về việc Giáo hoàng Phanxicô đã chấp thuận đơn từ nhiệm chức Giám mục Giáo phận Nha Trang của Giám mục Võ Đức Minh. Đồng thời, Tòa Thánh cũng bổ nhiệm Tổng giám mục Nguyễn Chí Linh làm Giám quản Tông Tòa Giáo phận Nha Trang, trong tình trạng trống tòa và theo ý Toà Thánh. Tổng giám mục Linh dự kiến chính thức nhận vai trò Giám quản vào ngày 31 tháng 8 năm 2022, theo thông báo của Tòa Tổng giám mục Huế đề ngày 26 tháng 7 năm 2022. Bằng việc bổ nhiệm này, Tổng giám mục Linh đã trở về [quản lý] giáo phận xuất thân của mình. Ngay sau khi tin bổ nhiệm được công bố, Giám mục Nha Trang nhắn tin cho tân giám quản thông báo về một tình hình ổn định của giáo phận vào thời điểm này.
Tổng giám mục Nguyễn Chí Linh đồng tế cùng Giám mục Nha Trang Võ Đức Minh trong một buổi lễ chung sáng ngày 31 tháng 8 năm 2022. Buổi lễ này mang hai ý nghĩa: lễ tiếp nhận sứ vụ Giám quản của Tổng giám mục Linh và lễ tạ ơn của Giám mục Minh. Tổng giám mục Linh cũng cử hành một lễ khởi đầu sứ vụ riêng vào chiều ngày 1 tháng 9.
Ông đã cử hành lễ kết thúc giáo vụ Giám quản Tông Tòa Nha Trang vào ngày 6 tháng 6 năm 2023. Trước đó, Tòa Thánh đã bổ nhiệm linh mục Giuse Huỳnh Văn Sỹ làm giám mục chính tòa Nha Trang vào ngảy 1 tháng 5.

### Mục vụ từ năm 2023
Tháng 4 năm 2020, Tổng giám mục Nguyễn Chí Linh, sau khi họp bàn, cho trùng tu cải tạo Trung tâm Mục vụ Tổng giáo phận Huế. Ngày 1 tháng 5 năm 2023, khởi công xây dựng Tòa Tổng giám mục Huế, Tiền Chủng viện, trong khi đó, Nhà hưu dưỡng và khu Nhà Chung cũng được nâng cấp. Các công trình này, sau hơn năm năm đình trệ do Covid-19, thời tiết và tài chính, tháng 4 năm 2025, các công trình này trong quá trình chờ khánh thành.
Ngày 21 tháng 9 năm 2023, Tòa Thánh bổ nhiệm Giám mục Giáo phận Đà Nẵng Giuse Đặng Đức Ngân làm Tổng giám mục phó Tổng giáo phận Huế. Lịch trình chào thăm và nhậm chức của Tân tổng giám mục phó được Tổng giám mục Linh công bố trong thư gửi giáo dân Huế, được viết trong cùng ngày công bố tin. Tổng giám mục Linh, theo thông báo, dự kiến cùng đoàn đến chào thăm Tổng giám mục Ngân tại Đà Nẵng vào ngày 28 tháng 9, trong khi lễ nhậm chức được cử hành ngày 10 tháng 11 cùng năm. Tổng giám mục Linh cho biết ông đã làm đơn từ nhiệm vì tuổi tác đã hai năm, nhưng chỉ tròn 75 tuổi theo quy định từ nhiệm của Giáo luật vào cuối năm 2024. Ông hy vọng Đà Nẵng sẽ có giám mục chính tòa mới để Tòa Thánh chấp thuận đơn từ nhiệm của mình. Ông cũng công bố mình nhất trí mặc nhiên để Tổng giám mục phó chủ sự các sư kiện và chủ tế các lễ đại triều trong Tổng giáo phận.

### Việc hồi hưu chức vị Tổng giám mục Huế
Ngày 8 tháng 4 năm 2025, Tổng giám mục Nguyễn Chí Linh cử hành lễ tạ ơn tại Đại chủng viện Huế, trong khi Đại chủng viện cũng nhân sự kiện này tri ân Tổng giám mục Linh, người giữ chức vụ Bề trên Thứ Nhất của Đại chủng viện trong vòng tám năm vừa qua. Đại chủng viện cũng cầu nguyện cùng Thiên Chúa để ban ơn cho tổng giám mục trong sứ vụ mới. Lễ làm phép Dầu Tổng giáo phận Huế ngày 17 tháng 4 cùng năm có thêm ý nguyện tri ân Tổng giám mục Nguyễn Chí Linh. Linh mục Tổng Đại diện Đa Minh [Phan Hưng]cho biết Tổng giám mục Linh đã sẵn sàng về hưu, nhưng Hội đồng Giám mục đề nghị ông làm Tổng giám mục Đặc trách Trung tâm Thánh Mẫu Toàn quốc Đức Mẹ La Vang thêm vài năm.(1:39:22) Linh mục Đa Minh cho biết các thành phần trong Tổng giáo phận luôn cầu nguyện cho Tổng giám mục Linh thông qua lời cầu bầu của Đức Mẹ La Vang, vị thánh Công giáo mà Tổng giám mục Linh tựa nương khi đến Huế và khi rời Huế sắp đến.(1:42:49) Cũng trong ngày 17 tháng 4, Tổng giám mục Linh công bố ông được điều chuyển đến Trung tâm Hành hương Toàn quốc Đức Mẹ La Vang, Huế. Ông cũng loan tin tổng giám mục kế vị sẽ nhậm chức vào ngày 25 tháng 4 năm 2025.(1:50)(2:30) Giáo hoàng Phanxicô qua đời ngày 21 tháng 4 năm 2025. Không có bất kỳ thông tin bổ nhiệm nhân sự nào vào ngày 25 tháng 4 năm 2025 như dự kiến.
Ngày 24 tháng 5 năm 2025, Giáo hoàng Lêô XIV đã chấp thuận cho Tổng Giám mục Giuse Nguyễn Chí Linh từ nhiệm. Tổng giám mục Giuse Đặng Đức Ngân, Tổng Giám mục phó chính thức kế vị Tổng Giám mục chính tòa Tổng Giáo phận Huế, tiếp tục kiêm nhiệm Giám quản Tông tòa Sede Vacante et ad nutum Sanctae Sedis Giáo phận Đà Nẵng. Ngày 3 tháng 7 năm 2025, Hội đồng Giám mục Việt Nam chính thức công bố văn thư bổ nhiệm Tổng giám mục Nguyễn Chí Linh làm giám mục đặc trách Kiến thiết Trung tâm Thánh Mẫu toàn quốc La Vang. Văn thư được ký ngày 25 tháng 6 bởi Tổng giám mục Nguyễn Năng, thể theo sự đồng thuận của Hội đồng Giám mục trong hội nghị thường niên đầu tiên của năm 2025. Nhiệm vụ của Tổng giám mục Linh là điều khiển việc kiến thiết, tìm kinh phí và nhân sự tham gia.

## Nhận định
Trong bài chia sẻ tại lễ nhậm chức tổng giám mục Huế của Nguyễn Chí Linh, giám mục Cosma Hoàng Văn Đạt trích dẫn một bài giảng trước đó của giám mục Giuse Nguyễn Năng, nêu nhận định về vị tân Tổng giám mục Huế:
| “ | Trong suốt 12 năm rưỡi làm Giám mục Thanh Hóa, Đức Tổng Giám mục luôn nở những nụ cười trên môi, cùng với những đùa cợt để kiến tạo niềm vui, kết nối mọi con người với nhau trong tình huynh đệ yêu thương. Trong thời gian làm Giám mục Thanh Hóa, ngài luôn niềm nở tiếp khách, vì đối với Ngài: Mỗi vị khách là một hồng ân. Ngài ra đi đã để lại cho Giáo phận Thanh Hóa không chỉ là những ngôi nhà cao tầng bề thế để phục vụ cho công việc Mục vụ mà còn một Linh mục đoàn trẻ trung, đoàn kết và nhiệt thành, một Hội Dòng Mến Thánh giá đông đảo, một lớp kế thừa trẻ trung. | ” |

## Tông truyền
Tổng giám mục Giuse Nguyễn Chí Linh được tấn phong giám mục năm 2004, dưới thời Giáo hoàng Gioan Phaolô II, bởi:
- Chủ phong: Phaolô Nguyễn Văn Hòa, Giám mục chính tòa Giáo phận Nha Trang, Chủ tịch Hội đồng Giám mục Việt Nam.
- Hai vị Phụ phong: Giuse Ngô Quang Kiệt, giám mục chính tòa Giáo phận Lạng Sơn và Cao Bằng, Giám quản Tông Tòa Tổng giáo phận Hà Nội và Phaolô Maria Cao Đình Thuyên, giám mục chính tòa Giáo phận Vinh.

Tổng giám mục Giuse Nguyễn Chí Linh là Chủ phong nghi thức truyền chức giám mục cho giám mục:
- Năm 2018, Giuse Nguyễn Đức Cường, hiện là Giám mục chính tòa Giáo phận Thanh Hóa
- Năm 2023, Giuse Huỳnh Văn Sỹ, hiện là Giám mục chính tòa Giáo phận Nha Trang

Tổng giám mục Giuse Nguyễn Chí Linh là vị Phụ phong trong nghi thức truyền chức giám mục cho các giám mục:
- Năm 2009, Giuse Nguyễn Năng, hiện đang là Tổng giám mục Tổng giáo phận Thành phố Hồ Chí Minh.
- Năm 2010, Mátthêu Nguyễn Văn Khôi, hiện đang là Giám mục chính tòa Giáo phận Quy Nhơn.
- Năm 2015, Phêrô Huỳnh Văn Hai, hiện đang là Giám mục chính tòa Giáo phận Vĩnh Long.
- Năm 2016, Emmanuel Nguyễn Hồng Sơn, hiện đang là Giám mục chính tòa Giáo phận Bà Rịa.

Dưới đây là sơ đồ tính Tông truyền từ giám mục Việt Nam đầu tiên được giám mục ngoại quốc chủ phong cho đến đời Tổng giám mục Nguyễn Chí Linh.